# あひるのジマイマのおはなし
『あひるのジマイマのおはなし』 (The Tale of Jemima Puddle-Duck;1908) は、ビアトリクス・ポター作のピーターラビットの絵本である。

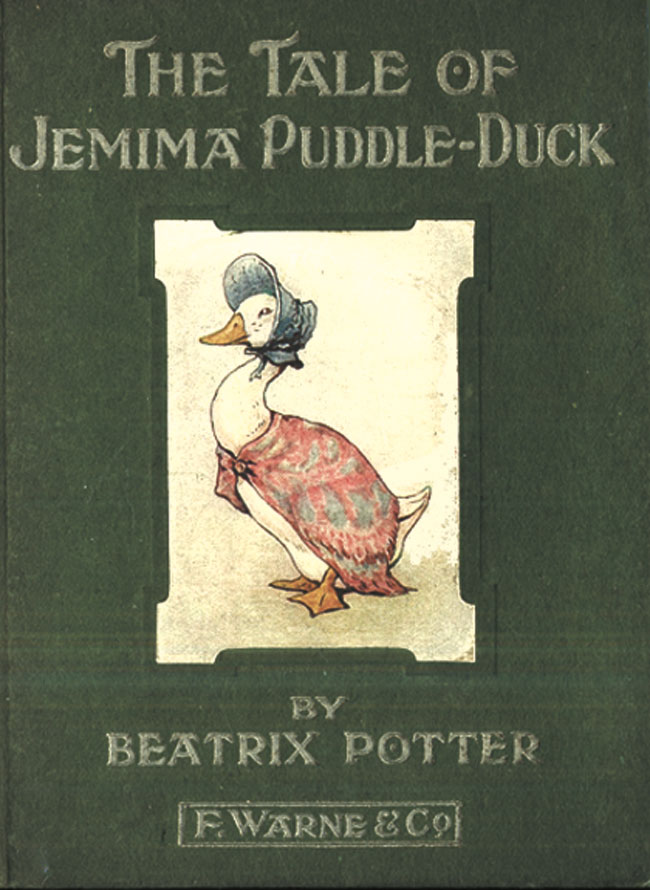

## あらすじ
あひるのジマイマ・パドルダックは自分で産んだ卵が住んでいる農家の人によって取り上げられ、めんどりが温めて孵すのに不満を抱く。そこで家から遠く離れた森の中で卵を産むことにした。

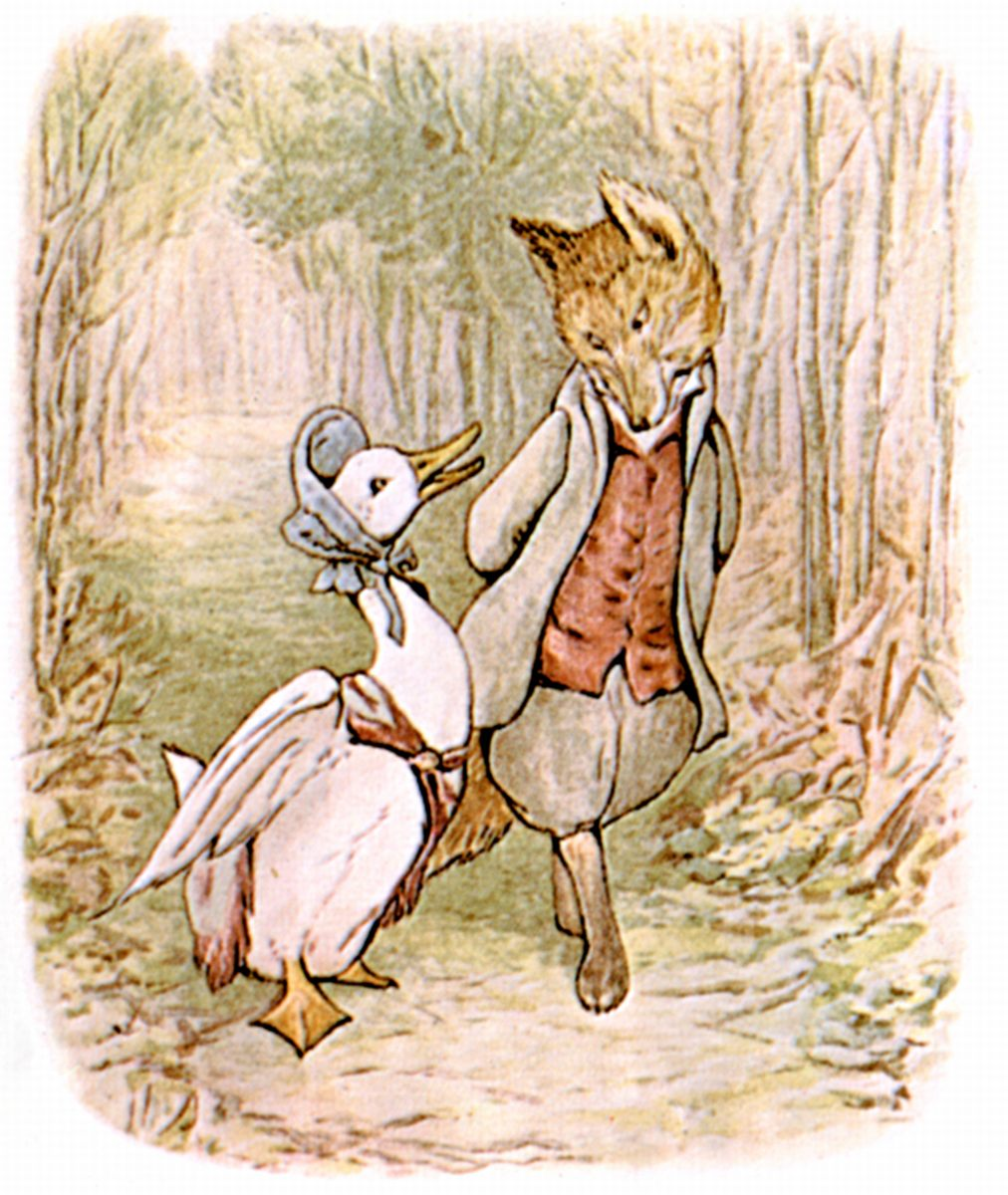

巣を作るのに良い場所を探していると、ジギタリスの生えている広場で「黒く突き立った耳と太く長い尻尾を持った」一人の紳士と出会う。ジマイマが事情を話すと、その紳士は自分の夏の住まいを提供する事を提案する。そこにはたくさんの羽毛があり、その羽毛で巣を作ったジマイマは卵を産むために毎日そこに通い始める。
産んだ卵の数が9個になり、ジマイマは次の日から卵を温め始めると紳士に告げる。すると紳士は、ジマイマにご馳走を振舞いたいのでその材料としてスパイスとタマネギとパセリ（オムレツとアヒルの丸焼きに使う食材である）を持ってくるように、と言う。次の日、何の疑いも持たないジマイマが食材を集めていると、番犬のケップがジマイマを問いただす。事情を知ったケップは友人のフォックス・ハウンドの子犬2匹を呼びにいく。
ジマイマが紳士の小屋に着くと紳士は神経質になっており、ジマイマを乱暴に小屋に追い込み、少しすると黒い鼻を持った誰かが小屋の鍵を閉める。次の瞬間大騒ぎが始まり、それ以降、そのキツネに似た紳士を見かけたものはいない。ジマイマはケップに助け出されたが、卵は猟犬たちに食べられてしまう。
家に帰ったジマイマはその後、産んだ卵を自分で抱く事が出来たが、卵を抱くのが下手だったので4羽しか雛を孵す事が出来なかった。